# あなたの100の嫌いなところ
「あなたの100の嫌いなところ」（あなたのひゃくのきらいなところ）は、2014年2月26日にソニー・ミュージックレコーズから発売された剛力彩芽の2枚目のシングル。

## リリースと背景
表題曲は、テレビ朝日で2014年1月から放送された『私の嫌いな探偵』の主題歌として書き下されたもので、ドラマで主演する2人の関係性も織り込んで作られた。剛力がドラマの主題歌を担当するのはこれが初めてである。歌詞は「喧嘩ばっかりして嫌な気持ちになるのに、どうしても気になっちゃう…」という複雑な乙女心をうたっており、サウンドは60年代ポップスをイメージしている。
アートワークは、曲に合わせて1960年代風のファッションとカラーリングを取り入れている。イヤリングやネックレスが「口」をモチーフにしていることについて、剛力自身は冗談交じりに「タイトルにもある“嫌いなところ”を物語っているようだ」と語っている。
ミュージックビデオは、ミュージカル好きの剛力のアイデアを基にした J-POP ミュージカル仕立てとなっており、気になる彼を思い浮かべながら友人たちと食事を作ったり映画を見たりして過ごす、喜怒哀楽に満ちた一日が描かれる。剛力は、階段や小道具の多用に苦労したと言うが、「かっこ良さと可愛さをふんだんに取り入れました。デビューシングル同様、ミュージカル調でワクワク楽しくなれるような仕上がりになっています」と仕上がりに自信を見せた。

## ダンスについて

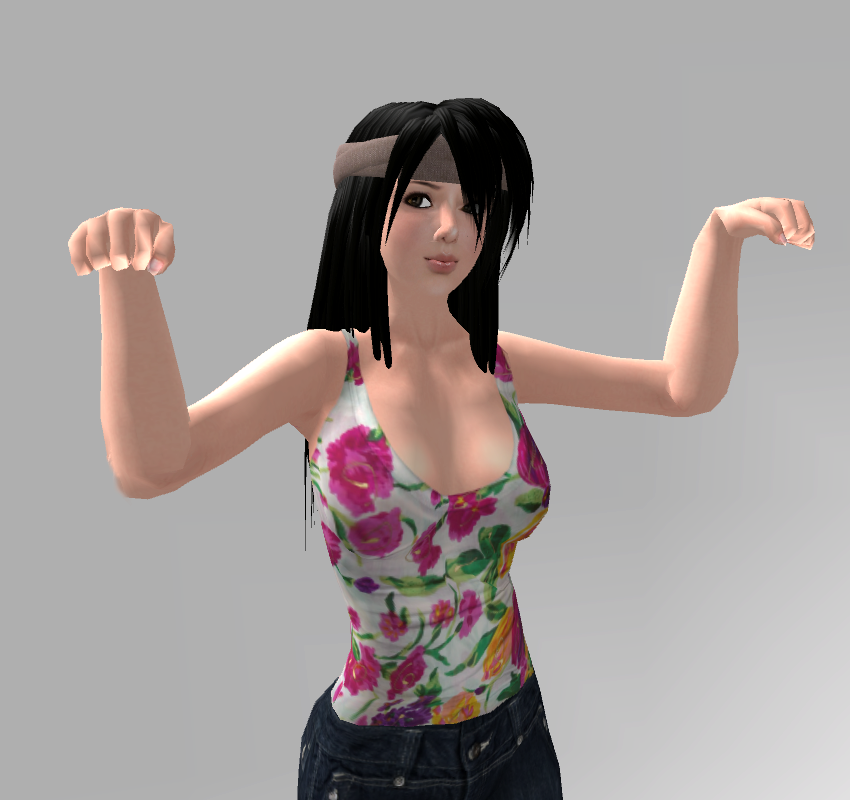
ガオガオダンス

ダンスはヒップホップをベースとしながら、ガーリーな味付けを加えて、難易度の高いサイドウォークも取り入れている。一方「みんなに一緒に踊ってほしい」という思いから、親しみやすいキャッチーな振付としてサビの部分に「ガオガオダンス」を組み込んだ。これはミュージック・ビデオのアニメキャラクター「タイガー君」をイメージしたもので、トラが前足を上げて襲い掛かる姿のコミカルな表現であり、剛力が振付師のWARNERと議論を重ねながら作り、名付けたものである。
ミュージックビデオは2014年1月29日に公開された。

## 収録曲
初回限定盤には DVD が付属する。
CD
1. あなたの100の嫌いなところ [3:17]
作詞：いしわたり淳治、作曲・編曲：Ryosuke"Dr.R"Sakai
2. Dear MY FRIEND [4:32]
作詞：SUIMI、作曲：江上浩太郎・SUIMI・Justin Moretz、編曲：江上浩太郎・Justin Moretz
3. up!! up!! [4:32]
作詞：田村歩美、作曲：渡辺未来、編曲：佐々木裕
4. あなたの100の嫌いなところ -Instrumental-

DVD
1. Off Shot Movie
2. Let's Dance!